# Yuto Takeoka
Yuto Takeoka (武岡 優斗 Takeoka Yuto?, nacido el 24 de junio de 1986 en Kioto) es un futbolista japonés que se desempeña como defensa en el Ventforet Kofu de la J2 League.

## Trayectoria

### Clubes
| Club              | País  | Año         |
| ----------------- | ----- | ----------- |
| Sagan Tosu        | Japón | 2009        |
| Yokohama FC       | Japón | 2010 - 2013 |
| Kawasaki Frontale | Japón | 2014 - 2018 |
| Ventforet Kofu    | Japón | 2019 -      |

## Estadística de carrera

### J. League
| Club              | Año   | J. League | J. League | Copa J. League | Copa J. League | Total | Total |
| Club              | Año   | Part.     | Goles     | Part.          | Goles          | Part. | Goles |
| ----------------- | ----- | --------- | --------- | -------------- | -------------- | ----- | ----- |
| Sagan Tosu        | 2009  | 40        | 3         | -              | -              | 40    | 3     |
| Yokohama FC       | 2010  | 21        | 0         | -              | -              | 21    | 0     |
| Yokohama FC       | 2011  | 0         | 0         | -              | -              | 0     | 0     |
| Yokohama FC       | 2012  | 34        | 7         | -              | -              | 34    | 7     |
| Yokohama FC       | 2013  | 40        | 4         | -              | -              | 40    | 4     |
| Kawasaki Frontale | 2014  | 4         | 0         | 0              | 0              | 4     | 0     |
| Kawasaki Frontale | 2015  | 30        | 1         | 6              | 0              | 36    | 1     |
| Kawasaki Frontale | 2016  | 18        | 0         | 4              | 0              | 22    | 0     |
| Kawasaki Frontale | 2017  | 3         | 0         | 0              | 0              | 3     | 0     |
| Total             | Total | 190       | 15        | 10             | 0              | 200   | 15    |